# Patrick Dewaere
Patrick Dewaere, eredeti nevén Patrick Jean-Marie Henri Bourdeaux, korábbi művésznevén Patrick Maurin (Saint-Brieuc, 1947. január 26. – Párizs, 1982. július 16.) francia színész, zeneszerző, énekes.

## Élete

### Gyermekévei
Egy hatgyermekes művészcsalád harmadik gyermekeként látta meg a világot. Gyermekkora nem volt felhőtlen: sok gondja volt a tanulással, nem szerette az iskolát. Mivel – testvéreihez hasonlóan – már gyermekként megismerkedett a filmezéssel, társai „kis filmsztárként” csúfolták. 1951-ben, négyévesen debütált a Monsieur Fabre-ban, majd olyan sikeres filmekben játszott gyerekszerepeket, mint a Sztriptíz-kisasszony, a La Madelon, vagy a Je reviendrai à Kandara…
Amikor pályája kezdetén tévésorozatokban kezdett szerepelni, művésznévként színésznő anyja, Mado Maurin nevét vette fel. Összes, színésszé vált testvére, Jean-Pierre Maurin (1941–1996), Yves-Marie Maurin (1944–2009), Dominique Maurin (1949–), Jean-Francois Maurin (1957–) és Marie-Veronique Maurin (1960–) ugyancsak e néven lett ismert.

### Ifjúkora
A 60-as években főként tévéfilmekben játszott, 1967-ben egy tévésorozat szereplőjeként kisebb sikert is elkönyvelhetett: neve ismertté vált. Ugyanebben az évben előbb tanonc, majd 1968-tól állandó tagja lett annak a műkedvelő színésztársaságnak, amely Romain Bouteille vezetésével 1969-ben egy átalakított motorjavító műhelyben megalapította a Café de la Gare-t. A kísérletező, új hangot megütő társaság gyors népszerűségre tett szert. Ebben az időszakban, ugyanitt kezdte karrierjét Gérard Depardieu, Miou-Miou, Sotha és Coluche.
A 60-as évek végén le akart számolni „elpolgáriasodott színész” múltjával. Amikor megtudta, hogy apja nem ugyanaz, mint testvéreié, nevet változtatott: anyai dédanyja nevét vette fel (Dewaere). Ezekben a bohém éveiben határozta el, hogy a legnagyobb titokban összeházasodik Sotha-val (alias Catherine Sigaux-val). A 70-es évek elején útjaik szétváltak – ettől kezdve Patrick Miou-Miou-val élt együtt, közös gyermekük is született: Angèle.
Annak érdekében, hogy a fiatal társulat mielőbb megvalósíthassa álmát, a későbbi Café de la Gare-t, minden ifjú színész mellékes munkát keresett: Patrick sokat szinkronizált – többek között ő volt Dustin Hoffman francia hangja a A diploma című filmben –, illetve reklámfilmeket forgatott. A Café de la Gare működési engedélyének megszerzése után a színdarabok mellett társaival együtt újra filmezni kezdett, illetve szkeccseket adott elő, melyeket többnyire önmaga írt.
Coluche tanácsára Jean-Paul Rappeneau filmrendező felkereste a későbbi nagy filmsztárokat nevelgető társulatot, hogy következő, 1970-ben bemutatott Egy válás meglepetései című filmjébe szereplőket keressen. Patrick is játszhatott két jelenetben. Nem sokkal később kisebb szerepet kap a La maison sous les arbres című filmben is. 1972-ben az egész társulattal együtt szerepel Claude Faraldo filmjében, a Themroc-ban, azonban ez a kultikus film nem aratott nagy sikert és Európa nagy részén kevésbé ismert, mint az angolszász országokban.

### Sikeres évei
A nagyközönség valójában 1974-ben, Bertrand Blier rendező a Herék, avagy a tojástánc című nagy sikerű filmjében fedezte fel, Gérard Depardieu és Miou-Miou oldalán. Ez a film végre meghozta a nagy sikert, Dewaere-t azonnal az „új sztárok” közé röpítette.
A siker ellenére Patrick Dewaere-nek hiányzott a stimuláló kísérletezés. Ezért fogadott el kis költségvetésű, de költőiséggel teli produkciókban való részvételt, mint Sotha Au long de rivière Fango, vagy Maurice Dugowson F. mint Fairbanks című filmjei, ez utóbbinak zenéjét is ő szerezte. Claude Miller fiatal rendezőt azzal segítette, hogy szerepet vállalt a La meilleure façon de marcher című filmjében, vagy Marco Bellocchio Marcia trionfale című alkotásában, amelyben ismét bizonyította: irtózik a konformizmustól. Dewaere nagyszerűen alakította a vesztesek és perifériára szorultak szerepét, és csupán érzékenységével sikerült maga mellé állítania a nézőket. Olyan szerepeket játszott, melyekben önkéntelenül is félre lehet csúszni. Többször utasított vissza szerepeket, ami persze a filmkészítők többségének nem tetszett. Noha a közönség inkább a pozitív hős szerepekben szerette, az általa alakított személyiségek gyakran voltak mentálisan sérültek. 1977-ben Yves Boisset Fayard bíró, akit seriffnek hívtak című filmjének főszerepében végképp meggyőzte a közönséget, hogy igazi talentum.
Csakhogy az „F. mint Fairbanks” általa komponált zenéjének sikerén felbuzdulva abba akarta hagyni a filmezést, és kizárólag a zenének szentelni magát. 1978-ban két dalt komponált (L'autre és Le policier), melyet egy kislemezen adott ki, duettet is énekelt Françoise Hardy ünnepelt énekesnővel, azonban a várt siker elmaradt. A kudarc hatására visszatért első szerelméhez: a filmhez. Pályája továbbra is felfelé ívelt. Forgatott a sikeres Csatár a pácban (1979) és a Série noire (1979) filmekben.

### Utolsó évei
1980-ban, Claude Sautet A rossz fiú című alkotásának bemutatója előtt, Patrick gyanútlanul elárulta egy újságíró barátjának Elsa-val – második lányának, Lola-nak édesanyjával – való házasságának tervét és időpontját. Ígérete ellenére az újságíró végül is címlap-sztorira használta fel az információt. Patrick dühbe gurult, két barátjával felkereste az újságírót, és jól helybenhagyták. Erre ő feljelentést tett.
Az újságíró társadalom szinte egy emberként állt ki kollégájuk mellett: Claude Sautet kvalitásai ellenére rendkívül erős kritikával illették az éppen mozikba kerülő filmet, s ezt követően mindegyiket (A lélekdoktor, Mostohaapa, vagy a Plein sud), melyekben Patrick szerepelt. A közönségsiker ellenére cikkeikben kerülték nevének megemlítését, vagy csak egyszerűen kezdőbetűvel jelezték (ami külön sértésnek bizonyult: a P.D. kiejtve franciául „buzit” jelent). Tartósnak bizonyult összetűzése a sajtóval nagyon megviselte: depressziója felerősödött. Az újságíró végül egy jelentős összeg ellenében 1982-ben elállt a pertől. Ezt követően került a mozikba Henri Verneuil új alkotása, a Mille milliards de dollars, és Didier Haudepin már 1979-ben leforgatott Paco l'infaillible című filmje, amelyek szép sikert arattak, és ismételten bizonyították Dewaere nagyságát.

### Halála
1982. július 16-án – miközben Marcel Cerdan szerepére készült Claude Lelouch-nak a középsúlyú világbajnok ökölvívó és Édith Piaf énekesnő szerelmét bemutató Édith et Marcel című filmjében – Patrick Dewaere kora délután egyedül tért haza párizsi lakásába. Leült a tükörrel szemben, szájába vett egy 22-es (long rifle) kaliberű pisztolyt – melyet korábban barátja, Coluche adott neki, hogy provokálja – és elsütötte. Tettének közvetlen kiváltó okát ma sem lehet tudni.
A halálát követő hónapban került a mozikba utolsó filmje, az Éden boldog boldogtalannak, Alain Jessua rendezésében. Ebben egy biztosítási ügynököt játszik, aki sikertelen öngyilkosságot hajt végre, de egy kísérleti agyműtétet követően ismét megtalálja az élet szépségeit. A sikeres Dewaere naptára tele volt. Az Édith et Marcel után játszott volna Bertrand Blier újabb filmjében, A haverom nőjében, valamint Yves Boisset A kockázat ára című alkotásában.

## Emlékének őrzése
Halálának 10. évfordulóján Marc Esposito, aki gyakran készített interjút Patrick-kal, elhatározta, hogy dokumentumfilmmel emlékezik meg elhunyt barátjáról, összegyűjtve olyan személyiségek emlékeit, mint Bertrand Blier, Alain Corneau, Miou-Miou, Claude Sautet és Sotha. A filmet versenyen kívül, nyitóelőadáson mutatták be az 1992-es cannes-i filmfesztiválon, amelynek zsűrijében Gérard Depardieu elnökölt.
Patrick Dewaere – korosztályának egyik színészzsenije – sohasem részesült elismerésben, annak ellenére, hogy ötször jelölték César-díjra, s a Série noire, valamint a Mostohaapa kapcsán Cannes-ba is meghívták. Ez volt az oka, hogy 1983-ban Patrick Dewaere és az ugyancsak tragikus hirtelenséggel elhunyt színésznő, Romy Schneider emlékének adózva kiegészítették a César-díjak sorát a „legígéretesebb fiatal színész” és a „legígéretesebb fiatal színésznő” díjakkal.

## Magyarországon bemutatott filmjei
- 1956 – Sztriptíz-kisasszony (En effeuillant la marguerite – Marc Allégret)
- 1966 – Párizs ég? (Paris brûle-t-il?) (René Clément)
- 1971 – Halálos csapda (La maison sous les arbres) (René Clément)
- 1971 – Egy válás meglepetései (Les Mariés de l’an II – Jean-Paul Rappeneau)
- 1974 – Herék, avagy a tojástánc (Les Valseuses – Bertrand Blier)
- 1975 – Catherine et compagnie (Michel Boisrond)
- 1975 – Agyő, haver (Adieu poulet – Pierre Granier-Deferre)
- 1975 – Már ez is probléma? (Pas de problème! – Georges Lautner)
- 1976 – F. mint Fairbanks (F. comme Fairbanks – Maurice Dugowson)
- 1978 – Elő a zsebkendőkkel (Préparez vos mouchoirs – Bertrand Blier)
- 1979 – Csatár a pácban (Coup de tête – Jean-Jacques Annaud)
- 1980 – A rossz fiú (Un mauvais fils – Claude Sautet)
- 1981 – A lélekdoktor (Psy – Luc Béraud)
- 1981 – Hotel Amerika (Hôtel des Amériques) (André Téchiné)
- 1981 – Mostohaapa (Beau-père – Bertrand Blier)
- 1982 – Éden boldog-boldogtalannak (Paradis pour tous – Alain Jessua)

## További filmjei
- 1951 – Monsieur Fabre (Henri Diamant-Berger)
- 1955 – La Madelon (Jean Boyer)
- 1957 – Je reviendrai à Kandara (Victor Vicas)
- 1957 – Les espions (Henri-Georges Clouzot)
- 1957 – The Happy Road France (Gene Kelly)
- 1958 – Mimi Pinson (Robert Darene)
- 1971 – La Vie sentimentale de Georges le tueur (Daniel Berger)
- 1972 – Le Franc-tireur (Jean-Max Causse)
- 1973 – Themroc (Claude Faraldo)
- 1975 – Au long de rivière Fango (Sotha [alias] Catherine Sigaux)
- 1975 – Lily aime-moi (Maurice Dugowson)
- 1976 – La meilleure façon de marcher (Claude Miller)
- 1977 – Fayard bíró, akit seriffnek hívtak(Yves Boisset)
- 1977 – Marcia trionfale (La Marche triomphale) (Marco Bellocchio)
- 1977 – La stanza del Vescovo (La chambre de l’éveque) (Dino Risi)
- 1978 – La clé sur la porte (Yves Boisset)
- 1979 – Série noire (Alain Corneau)
- 1979 – L’Ingorgo – una storia impossibile (Le Grand embouteillage) (Luigi Comencini)
- 1981 – Plein sud (Luc Béraud)
- 1981 – Les matous sont romantiques (Sotha [alias] Catherine Sigaux)
- 1982 – Mille milliards de dollars (Henri Verneuil)
- 1982 – Paco l’infaillible (Paco el seguro) (Didier Haudepin)